# الروصیرص
الروصیرص (به عربی: الروصیرص) یک منطقهٔ مسکونی در سودان است که در نیل آبی واقع شده‌است. الروصیرص ۲۱۵٬۸۵۷ نفر جمعیت دارد.